# 말레이시아 왕립 경찰

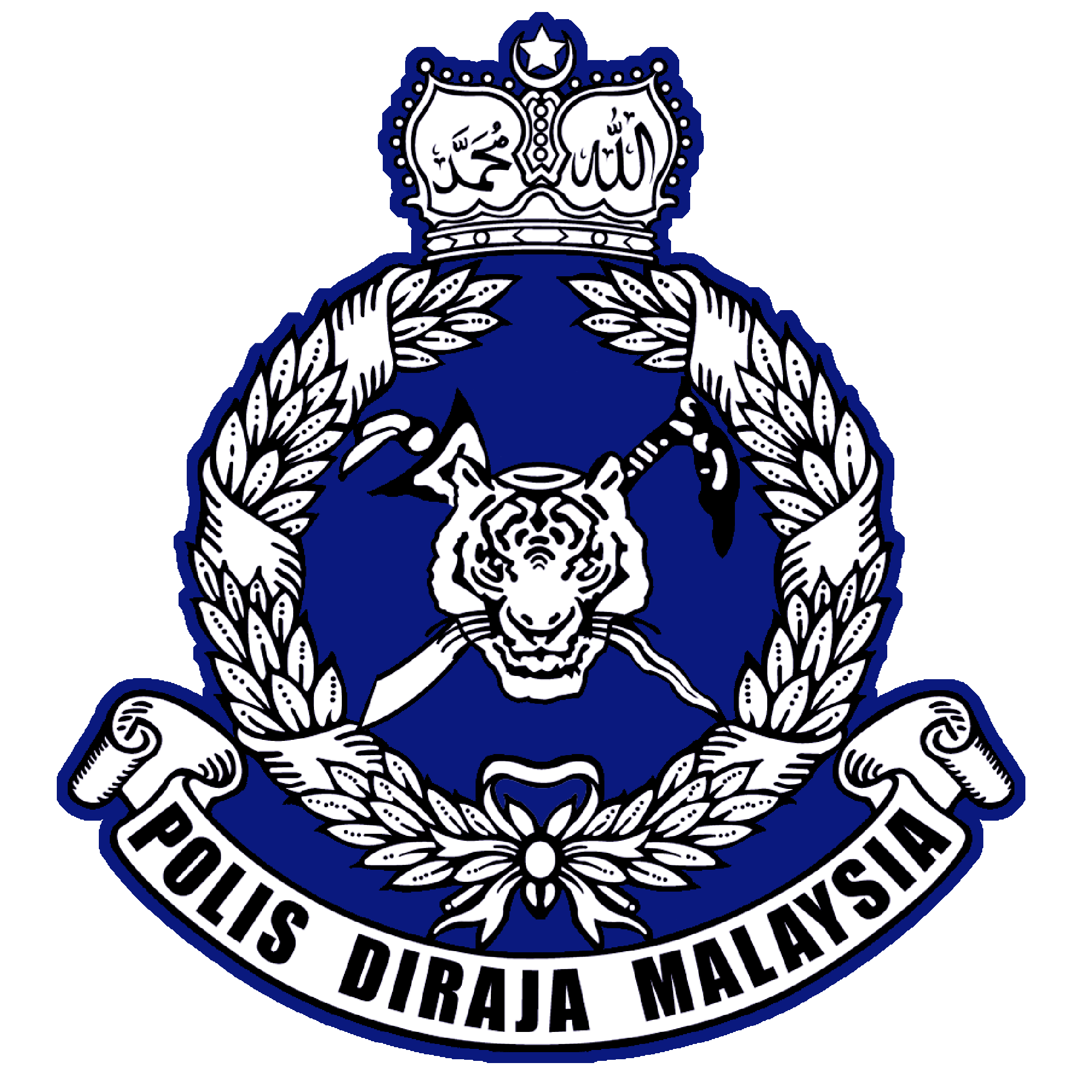

말레이시아 왕립 경찰(Royal Malaysia Police, RMP, 말레이어: Polis Diraja Malaysia, PDRM, 자위 문자: ڤوليس دراج مليسيا)은 주로 제복을 입은 말레이시아의 국가 및 연방 경찰이다. 중앙 집중식 조직이며 본부는 쿠알라룸푸르의 부킷 아만에 있다. 경찰은 2023년 6월 23일 기준 라자루딘 후세인(Razarudin Husain) 경찰감찰관(IGP)이 이끌고 있다.
경찰의 구성, 통제, 고용, 모집, 자금 조달, 규율, 임무 및 권한은 1967년 경찰법에 명시되고 적용된다.
RMP는 말레이시아 경찰, 인도네시아 경찰, 필리핀 경찰, 브루나이 왕립 경찰, 태국 왕립 경찰, 싱가포르 경찰, 베트남 공안부와 국경을 접하고 있는 6개 이웃 국가를 포함하여 전 세계 경찰과 지속적으로 협력하고 있다.
현재 말레이시아 왕립 경찰 산하에는 130,000명 이상의 선서 경찰관이 있다. RMP는 관세청, 이민국, 해양 집행 기관 등 국내의 다른 법 집행 기관과 긴밀히 협력하는 경우가 많다.

## 같이 보기
- 말레이시아군
- 싱가포르 경찰